# 科特斯山
科特斯山（英語：Mount Cortés），是南極洲的山峰，位於葛拉漢地的法利埃海岸，處於吉布斯冰川西南面，海拔高度1,490米，在1947年11月由美國探險隊拍攝照片，現時由南極條約體系管理。